# Carimagua

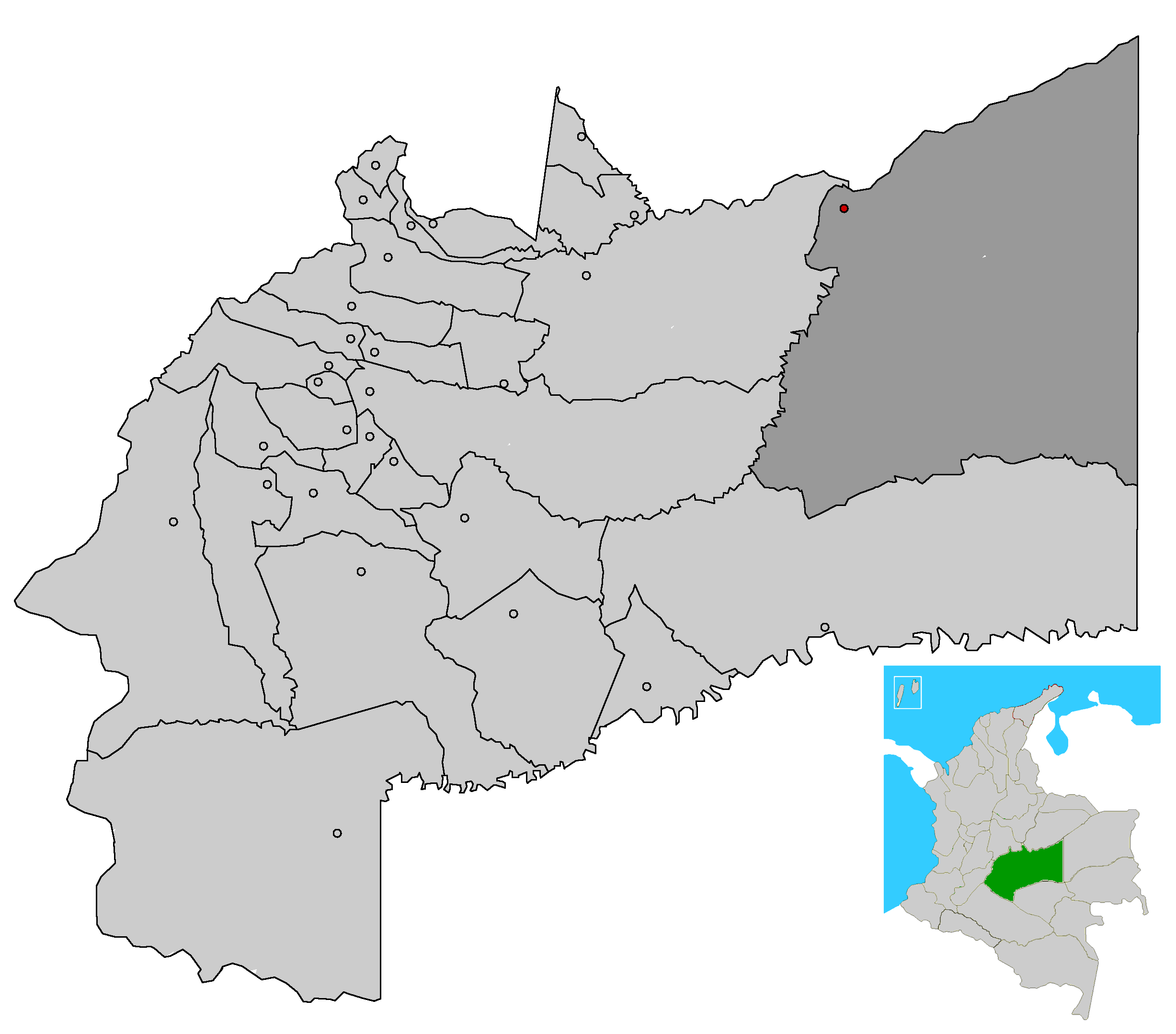
Municipio de Puerto Gaitán (departamento del Meta).

Carimagua o hacienda Carimagua es un predio en Colombia, en la población de Puerto Gaitán (departamento del Meta). La Hacienda fue adjudicada a desplazados por la violencia generada por el conflicto armado colombiano, pero tras cuatro años, el 11 de febrero de 2008, el ministro de Agricultura Andrés Felipe Arias intento cambiar la adjudicación y dársela a inversionistas privados alegando que darían mejor uso a la tierra y eso representaría mayores dividendos para el estado y a su vez a los desplazados. Los inversionistas privados pretendían cultivar Palma africana para el desarrollo de biocombustibles.

## Centro Nacional de Investigaciones Agropecuarias, CNIA- Carimagua
Carimagua inicialmente fue una hacienda modelo desarrollada por Instituto Colombiano Agropecuario (ICA) para estudiar y mejorar las técnicas de sembradios y el impacto en el medio ambiente.
La hacienda está localizada en un humedal tipo sabana de aproximadamente 6 mil hectáreas donde nace el río Tomo (600 km de long.). El río Tomo vierte hacia el oriente, desembocando en el río Orinoco. El predio también contiene la laguna de Carimagua, que posee una diversa población de peces, anfibios y mamíferos. Carimagua además mantiene 6 mil hectáreas de bosques que bordean los caños Carimagua, Cararabo y el río Muco.
Para el año 1987, y según un estudio de la Universidad de Antioquia, el Centro de Investigación mantenía estudios exitosos sobre ganadería y agricultura pero que estaban enfocados para terrenos de aproximadamente 300 hectáreas, catalogadas Unidad familiar, pero que beneficiarían más a empresas productoras. Durante este año grupos armados irrumpieron en Carimagua y robaron recursos asignados al programa, además de asesinar empleados.

## Escándalo político por adjudicación de tierras
La adjudicación produjo un escándalo político en Colombia ya que un grupo de funcionarios del Ministerio de Agricultura y del Incoder que incluyó al entonces ministro de Agricultura, Andrés Felipe Arias, estaban involucrados.
Arias explicó que decidió cambiar la destinación de los beneficiarios de las 17.000 hectáreas de tierras de la hacienda Carimagua adjudicadas cuatro años atrás por el ICA al Incoder para la reubicación de desplazados por el conflicto armado colombiano. El terreno en cambio iba a ser cedido en concesión por 50 años a inversionistas privados.
El Ministro dijo inicialmente que el predio estaba muy alejado de cualquier casco urbano, sin servicios públicos ni infraestructura que permita a los desplazados desarrollar proyectos productivos. Contradictorio con lo que alegaban miembros del partido Liberal y el Polo Democrático, ya que el predio se encontraba contiguo al río Meta, uno de los principales recursos hídricos de Colombia y cerca al municipio de Orocué, que mantiene una infraestructura en transporte apta para comunicarse con el resto del país, como el aeropuerto y la carretera que lo une con Yopal, departamento del Casanare.
El entonces ministro Arias alego que en "manos privadas el predio generará jugosos dividendos que serán reinvertidos en otras tierras para desplazados... ...es un buen negocio agroindustrial para los inversionistas privados, mientras que para los desplazados es un mal negocio, porque no son tierras fértiles, solo caben 80 familias" y "con darle 11 hectáreas a una familia no se hace nada".

## Debate en el Congreso de la República
El caso fue llevado a debate al Congreso de Colombia por propuesta de miembros del Polo Democrático Alternativo y el Partido Liberal Colombiano que pidieron censurar al ministro o que renunciara, ya que su propuesta era inconstitucional. Sin embargo, el ministro explicó sus argumentos y fue apoyado por la mayoría uribista del congreso.
La congresista liberal Cecilia López Montaño alego que los planes del gobierno para Carimagua no le garantizaban las tierras a las 400 familias y pidió que se extendieran beneficios agrarios a la población desplazada que estaba en aproximadamente 4 millones de colombianos. Pidió también que programas como Agro Ingreso Seguro fueran enfocados más hacia los pequeños productores y no los grandes.

## Sociedad de desplazados con Ecopetrol
El gobierno del presidente Álvaro Uribe propuso la creación de una sociedad de Ecopetrol y los desplazados para el manejo y explotación de la hacienda de Carimagua.
Sin embargo el presidente del Codhes, Marcos Romero señaló que “El escenario donde se discute el tema, es el Consejo Nacional de Atención a la Población Desplazada , allí no se ha hablado de tierras específicamente; más aún los desplazados y las organizaciones de derechos humanos, lo que hemos denunciado son los casos que ha conocido la opinión pública, no sólo Carimagua, sino la entrega de tierras de extinción de dominio, pero los procesos jurídicamente no han sido perfeccionados y luego los dueños o testaferros han reclamado de nuevo los terrenos”.